# Bristol 400
El Bristol 400 es un automóvil de lujo producido por Bristol Aeroplane Company de Gran Bretaña, el primero de todos los modelos fabricados por la empresa. Después de Segunda Guerra Mundial, BAC decidió diversificar y formar una división de automóviles, que más tarde sería la compañía Bristol Cars por derecho propio. Posteriormente, BAC adquirió una licencia de Frazer Nash para construir modelos BMW.

## Historia
Bristol decidió basar su primer modelo en las mejores características de dos destacados BMW de antes de la guerra, a saber, el motor del 328 y el bastidor del 326. Estos estaban cubiertos con un cuerpo principalmente de acero, pero con capó de aluminio, y las puertas y el diseño del maletero inspirados en los BMW 327. El Bristol 400 presentaba una versión con la distribución ligeramente modificada del motor de seis cilindros de BMW de 1.971 cc (diámetro 66 mm, carrera 96 mm). Este motor, considerado avanzado en su época debido a sus cámaras de combustión hemisféricas y a sus válvula de entrada y escape muy reducidos, desarrollaba 80 CV a 4.500 revoluciones por minuto y podía llevar el 400 a una velocidad máxima de alrededor de 148 km/h. Para mantener una cámara de combustión hemisférica, las válvulas tuvieron que colocarse en ángulo con respecto a la cabeza. Para impulsar ambos conjuntos de válvulas desde un solo árbol de levas, el motor Bristol utilizó un sistema de barras, seguidores y manivelas para impulsar las válvulas en el lado opuesto del motor. Los propietarios pronto descubrieron lo difícil que era fijar y mantener los numerosos decalajes del complejo sistema mecánico, algo vital para mantener el motor a punto. La caja de cambios era una manual de cuatro velocidades sincronizada en las tres relaciones superiores y con piñón libre en primera.
El modelo 400 fue el único Bristol equipado con una carrocería de acero y aluminio. Tenía todos los vidrios planos, y la ventana trasera de forma curva acristalada en perspex, estaba disponible según las especificaciones con una bisagra superior. Esta característica fue muy bienvenida en los mercados de exportación de clima más cálido, donde las ventanas correderas solo proporcionaron ventilación parcial a los pasajeros.
El 400 presentaba un motor longitudinal delantero con suspensión independiente por ballestas. En la parte trasera equipaba un eje vivo, ubicado por un soporte en A sobre la caja del diferencial y con barras de torsión longitudinales, brazos transversales y soportes. Presentaba una larga distancia entre ejes de 2895 mm (114 pulgadas) y una parrilla muy parecida a la de BMW en la parte delantera de su largo capó. El espacio para los pasajeros era muy corto, con la rueda de repuesto montada dentro del maletero en las primeras unidades, pero finalmente montada en la tapa del maletero con bisagras traseras, dentro de una cubierta de aluminio.

## Imágenes

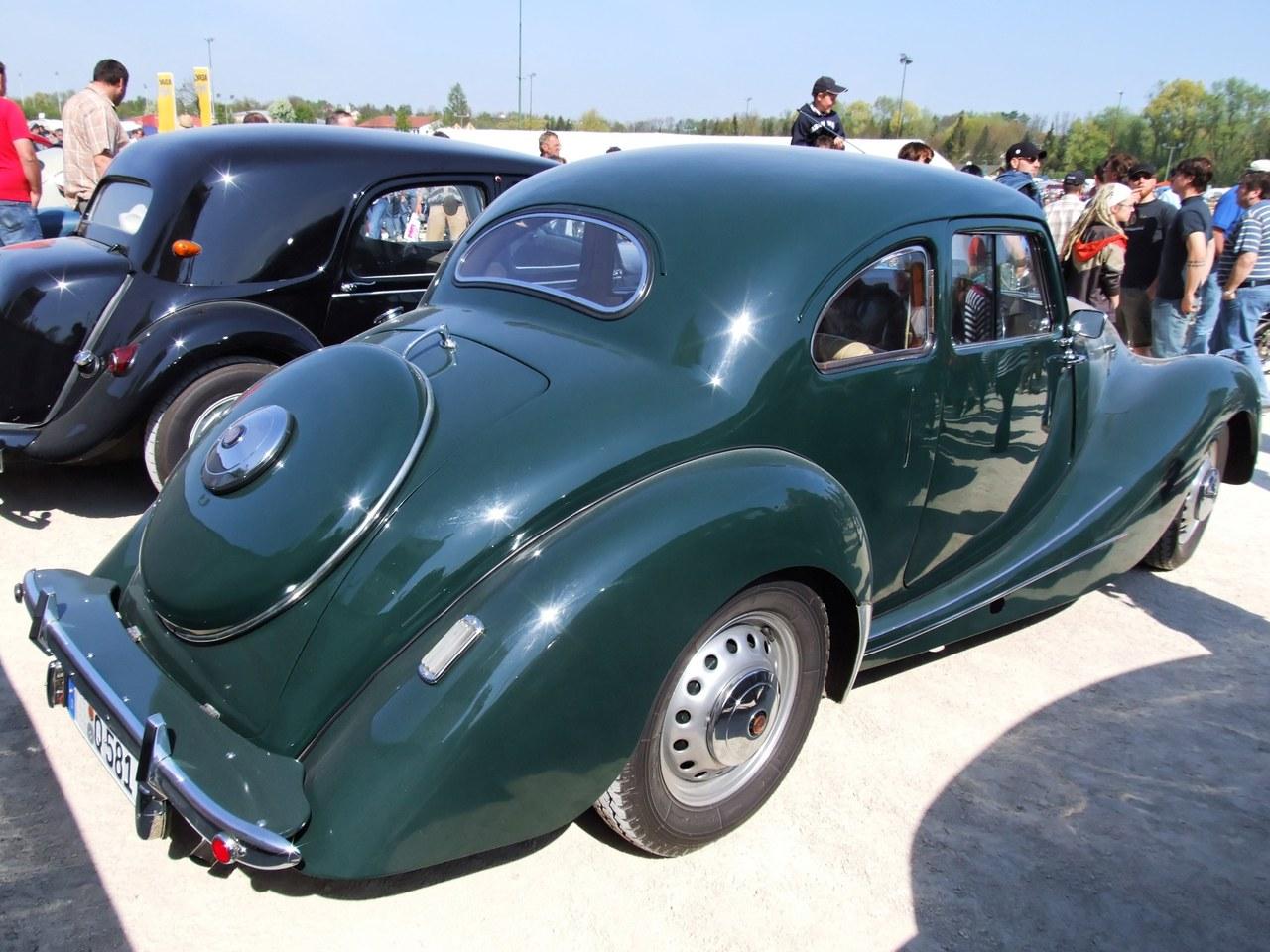
Bristol 400 2-litros
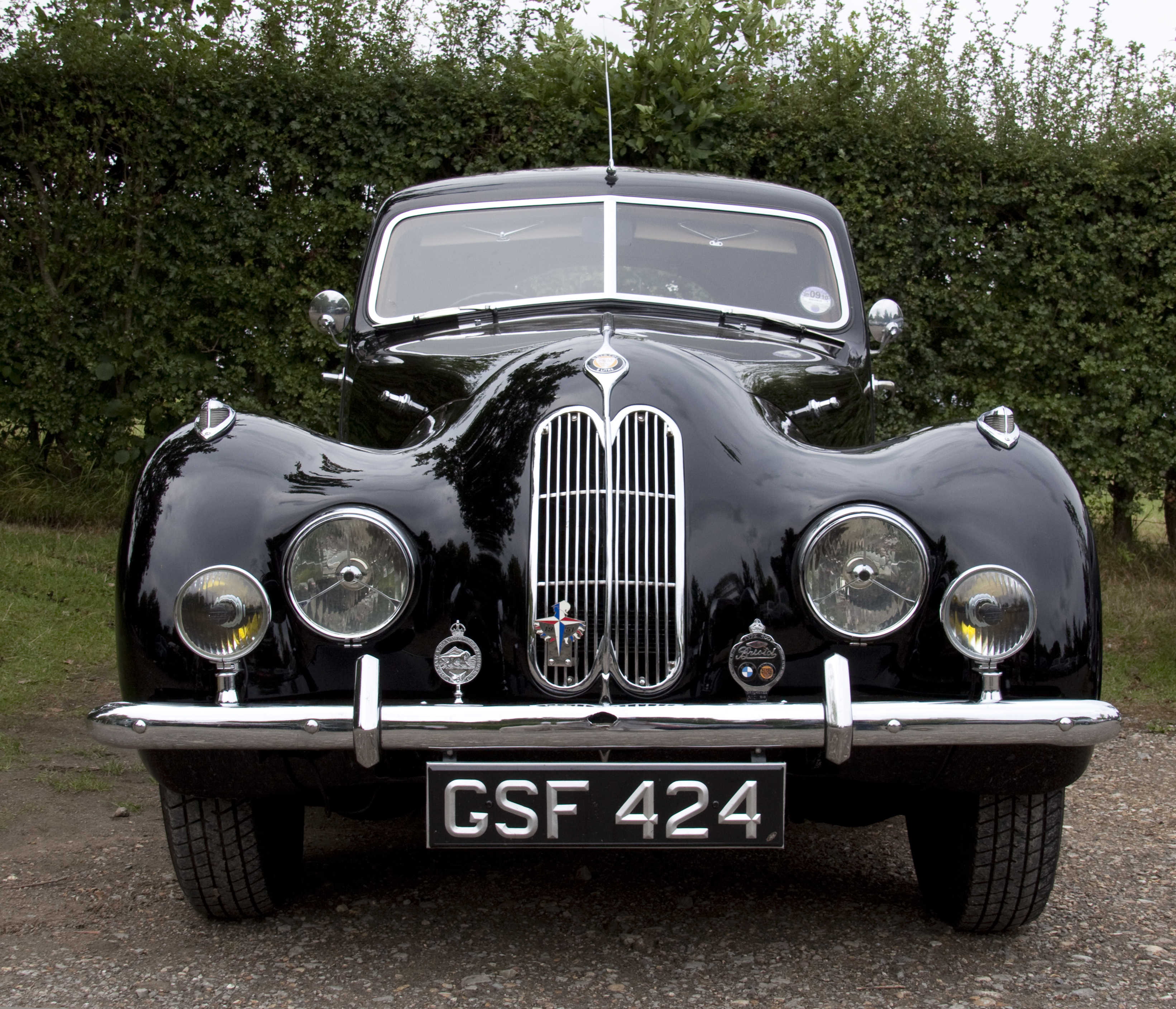
400 2-litros (1949)
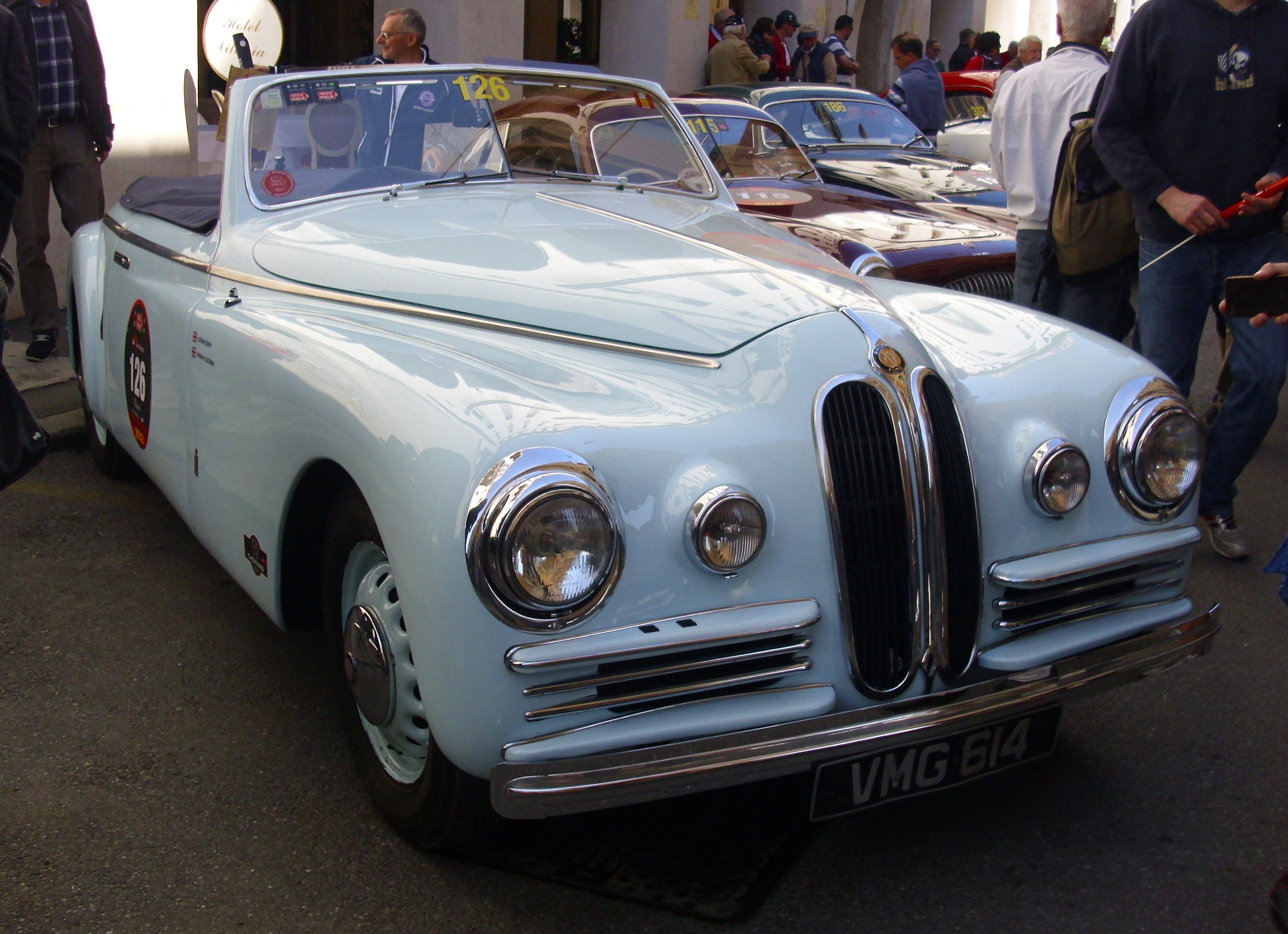
400 Farina (1949)
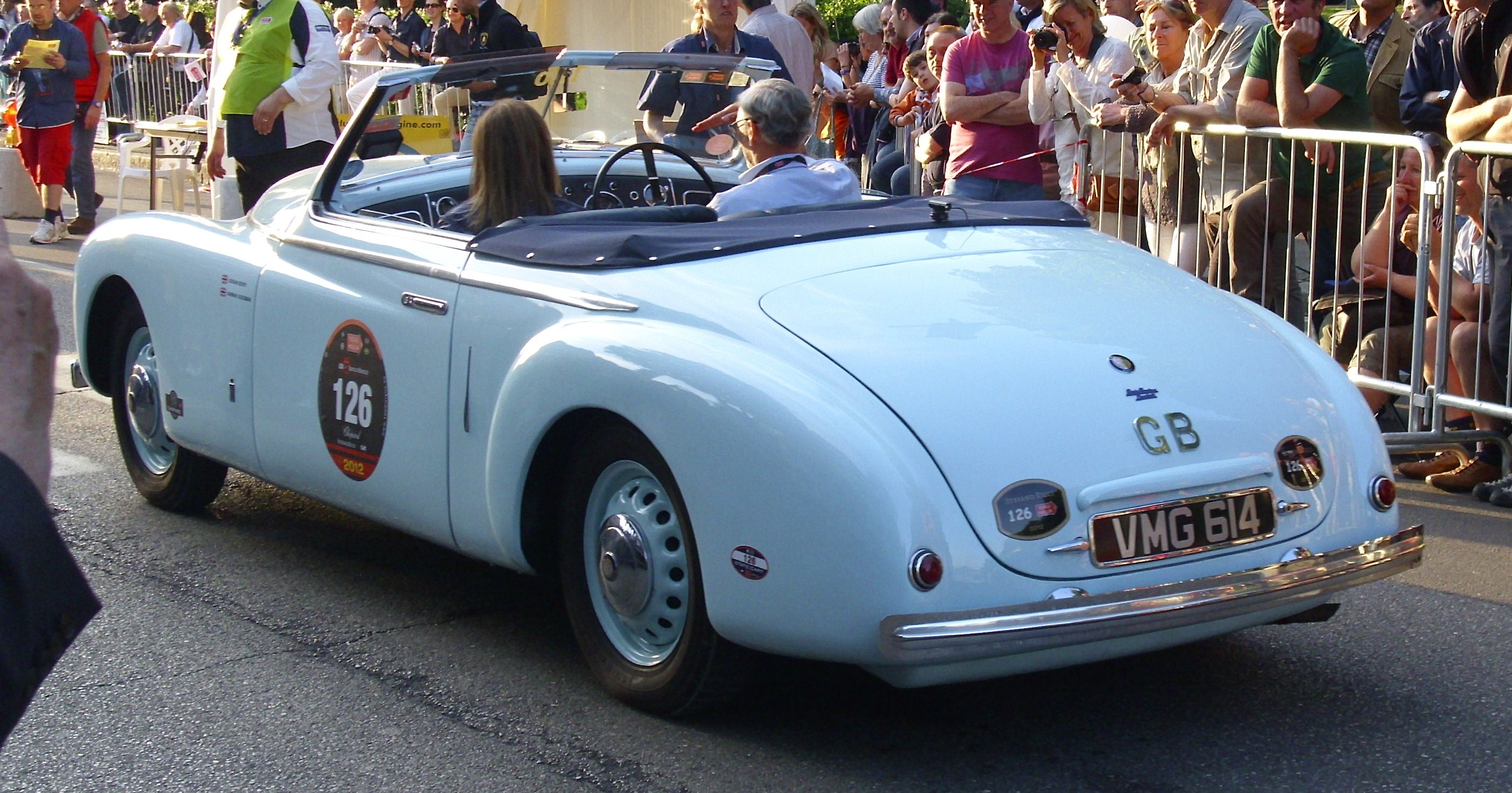
400 Farina (1949), cuyas líneas anticipan el Bristol 401